# Česká asociace doktorandek a doktorandů
Česká asociace doktorandek a doktorandů, z. s. (zkráceně ČAD) je zapsaný spolek, který sdružuje studentky a studenty v doktorském studiu v České republice. Cílem spolku je zlepšovat kvalitu a podmínky doktorského studia v ČR, vytvořit prostor pro sdílení zkušeností studujících napříč obory i v rámci jednotlivých disciplín, zvyšovat informovanost doktorandek a doktorandů o studijních a profesních příležitostech a pomáhat studujícím zlepšovat vlastní odborné dovednosti.

## Struktura
Spolek hájí postoje a zájmy svých členek a členů. Členství je dobrovolné, nezavazuje k žádný povinnostem, opravňuje podílet se na chodu spolku. Členství může nabýt doktorand či doktorandka studující v některém z doktorských programů v České republice. Členství zaniká nejpozději po uplynutí 2 let od ukončení doktorátu.
Statutárním orgánem spolku je předseda či předsedkyně, vždy volen/a na dva roky. Dalším voleným orgánem spolku je předsednictvo. Valné shromáždění spolku probíhá nejméně jednou ročně, v mezidobí je chod spolku zajištěn předsednictvem.
Předsednictvo se schází pravidelně, zpravidla 1–2× měsíčně. Některé schůze jsou přístupné i pro členky a členy, popřípadě pro veřejnost. 
Hlavní náplň činnosti tvoří mnoho dílčích agend, na kterých se podílí mnoho dobrovolníků a dobrovolnic.

## Historie a činnost
Spolek vznikl zápisem do spolkového rejstříku 6. října 2016. Podnětem pro vznik spolku byla situace, kdy část doktorandů vnímala, že jsou nedostatečně zohledňována specifika postavení doktorandek a doktorandů, a to jak mezi studenty, tak na trhu práce. Jako problematické se jevilo zejména plné uznání doktorandek a doktorandů coby vědeckých pracovníků a pracovnic na začátku pracovních kariér (v souladu s ustanovením Evropské charty pro výzkumníky, str. 16). Hlavním tématem se stalo mnohdy prekérní postavení doktorandek a doktorandů a finanční podhodnocení vysoce kvalifikované práce.
Při zohlednění specifického postavení doktorandek a doktorandů uzavřela v roce 2017 ČAD memorandum o spolupráci se Studentskou komorou Rady vysokých škol (SK RVŠ) a v roce 2019 s Vysokoškolským odborovým svazem (VOS). Svého cíle se ČAD snaží dosáhnout prostřednictvím těchto činností:
Identifikací problémů spojených s kvalitou a podmínkami doktorského studia
- zmapováním národní situace (diskusí se studujícími, vyučujícími, osobami v rozhodovacích pozicích)[8]
- srovnáním se situací v zahraničí

Řešením praktických aspektů doktorského studia, které ovlivňují jeho kvalitu, intenzitu a délku
- Zejména řešením příjmu (stipendií/mezd),[9] studijních povinností, statusu studenta/zaměstnance, mateřské/rodičovské „dovolené“ atp.[10]

Komunikací s orgány rozhodujícími o koncepci doktorského studia v ČR
- dialogem s příslušnými orgány a jednotlivými akademickými pracovišti
- vydáváním stanovisek a výzev k řešení identifikovaných problémů[12]
- připomínkováním legislativy

Rozšiřováním povědomí doktorandů a doktorandek o fungování akademického prostředí
- vytvořením virtuálního i fyzického prostoru pro setkávání a vzájemné informování doktorandů a doktorandek ze všech oborů a pracovišť
- prostřednictvím webových stránek[13], facebookové stránky ČAD, profilu asociace na LinkedInu, pravidelných schůzí a speciálních akcí (konferencí[14], seminářů)
- Informování prostřednictvím informačního materiálu, např. příručky pro doktorské uchazeče a uchazečky[15] a pro nově nastupující do doktorského studia[16]

## Předsednictvo a členská základna
Současné předsednictvo Archivováno 22. 2. 2022 na Wayback Machine. tvoří Šárka Lojdová (předsedkyně), Patrik Švančara (místopředseda), Jakub Šindelář (místopředseda), Marie Přibylová a Tereza Šímová.
2018 – 2020 
Kateřina Cidlinská (předsedkyně), Šárka Lojdová, Lukáš Dvořáček, Patrik Švančara, Miloslav Keltner, Tomáš Musil (náhradník od r. 2019 Jakub Šindelář).
2016 – 2018
Kateřina Cidlinská (předsedkyně), Lukáš Dvořáček
ČAD je neziskovou organizací a veškerá jeho činnost je založena na dobrovolné spolupráci a osobním přispění jeho členek / členů a dalších spolupracovníků a spolupracovnic. Členství je otevřeno všem studujícím zapsaných v doktorských oborech v ČR nehledě na jejich výzkumné zaměření, formu studia či jejich občanství/národnost.
K únoru 2022 spolek sdružuje přibližně 900 členek a členů z celé ČR.